# Vitalʹ Lanʹko
Vitalʹ Aljaksandravič Lanʹko (in bielorusso Віталь Аляксандравіч Ланько?, in russo Виталий Александрович Ланько?, Vitalij Aleksandrovič Lanʹko; Mahilëŭ, 4 aprile 1977) è un ex calciatore bielorusso, di ruolo attaccante.